# Fatouma Tony Gniré Guimba
Fatouma Tony Gniré Guimba, née le 24 février 1973 à Nikki, est une femme politique béninoise, élue députée lors des élections législatives du 08 janvier 2023.

## Biographie

### Enfance et études
Fatouma Tony Gniré Guimba est née le 24 février 1973 à Nikki.
Elle est positionnée au poste réservé aux femmes dans la 7e circonscription électorale et est élue le 8 janvier 2023 pour le compte du parti Union Progressiste le Renouveau,,,.